# Igreja Matriz de Vila do Conde
A Igreja de São João Batista ou Igreja Matriz de Vila do Conde localiza-se na cidade e município de Vila do Conde, distrito do Porto, em Portugal.
É um dos mais importantes monumentos da cidade e um dos mais significativos em estilo manuelino no país, apresentando elementos da arquitectura gótica e renascentista.[carece de fontes?]
A Igreja de São João Batista está classificado como Monumento Nacional desde 1910.

## História
A construção da atual matriz veio a substituir uma anterior, da qual não restam vestígios. Começou a ser edificada em 1496 pelo arquitecto biscainho João Rainho, seguido por Sancho Garcia e Rui Garcia Penagós. A partir de 1502, após Manuel I de Portugal hospedar-se em Vila do Conde quando de sua peregrinação a Santiago de Compostela, a Coroa passou a financiar a obra. A primeira parte a ser terminada foi a cabeceira e a ábside, em 1506.
A parte mais significativa das obras decorreu no período entre 1511 e 1514, sob direção do arquitecto cántabro João de Castilho. A ele se devem o pórtico, as colunas e os arcos que dividem as naves laterais da central, o coro e a capela-mor, com sua intrincada abóbada gótica-manuelina. São obra posterior as capelas do transepto e a torre sineira, esta última erguida em 1573 por João Lopes o Moço em estilo tardo-renascentista ou maneirista.
Junto à igreja funciona o Museu da Confraria do Santíssimo, que possui, entre outras peças valiosas, a rica custódia que pertenceu ao Convento de Santa Clara da cidade.

## Características
Externamente, as paredes que formam a nave central e a capela-mor, em toda a sua extensão, estão coroadas por duas ordens de merlões. O portal axial é em estilo manuelino, com uma estrutura trilobada com relevos renascentistas e ladeada por pináculos góticos, decorada ainda por um nicho central com a imagem de São João Batista e o conjunto de brasões da Póvoa de Varzim, Vila do Conde e Rates num lado e do patrocinador da obra, o rei D. Manuel, no outro. O portal tem muitas semelhanças com o da igreja matriz de Azuaga, na Estremadura espanhola. A grande torre sineira quadrangular impõe-se à frontaria pelo volume e quase ausência de ornamentação, com excepção do balcão de balaústres.

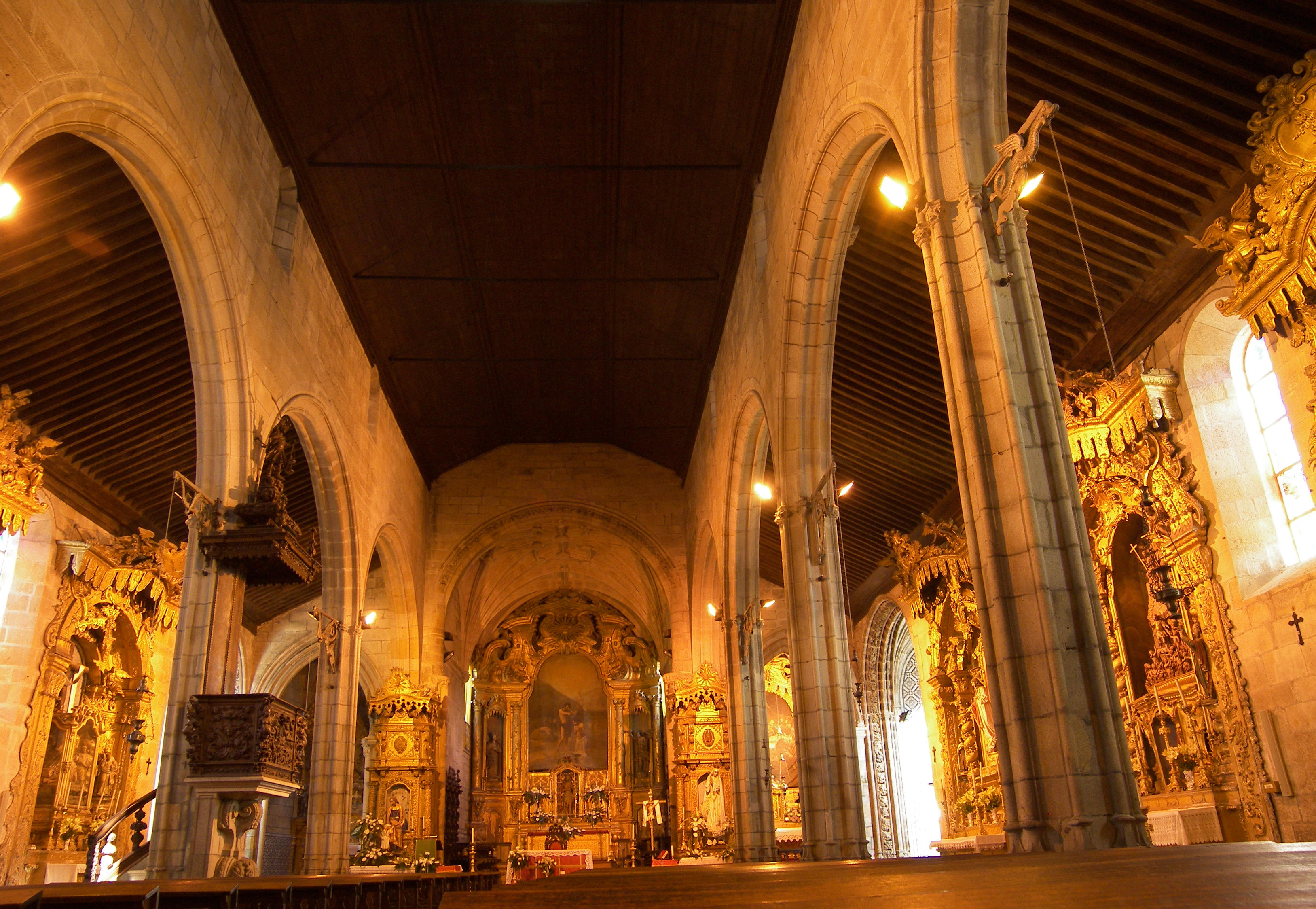
Interior.

Internamente, a igreja apresenta planta em cruz latina com três naves de diferente altura com cobertura de madeira e cabeceira com três capelas, com uma capela de cada lado do transepto. Os tramos da nave são separados por colunas e arcos de volta perfeita. A capela-mor é coberta por um abóbada com nervuras de feição gótico-manuelina e possui um retábulo barroco de talha dourada, esculpido em 1740 pelo entalhador portuense Manuel Pereira da Costa Noronha. O púlpito e os altares laterais foram esculpidos na primeira metade do século XVIII pelo entalhador João Gomes de Carvalho.
As capelas do transepto também tem cobertura de abóbadas nervuradas góticas. A capela da direita do transepto é dedicada a Nossa Senhora da Boa Viagem e foi construída em 1542 pela comunidade de mareantes de Vila do Conde, estando forrada por azulejos do século XVII. A capela da esquerda é dedicada a N. S. da Assunção é possui uma imagem gótica de S. João Batista. A pia baptismal é manuelina.
As janelas da igreja possuem vitrais modernos datados de 1909 executados em Paris. O do janelão mostra uma cena da vida de Cristo e os da nave representam a vida de S. João Batista.